# Oswaldo Taurisano
Oswaldo José Taurisano (ur. 28 maja 1938 w Campinas, zm. 23 lipca 2012) – piłkarz brazylijski grający na pozycji napastnika.

## Kariera klubowa
Karierę piłkarską Oswaldo Taurisano rozpoczął w São Bento Sorocaba w 1957 roku. W latach 1959–1960 występował w Comercialu Ribeirão Preto, a 1960–1963 i 1965 w Guarani FC. W latach 1963–1965 i 1966–1967 występował we CR Flamengo. Z Flamengo dwukrotnie zdobył mistrzostwo stanu Rio de Janeiro – Campeonato Carioca w 1963 i 1965 oraz wygrał Torneio Roberto Gomes Pedrosa w 1967 roku. W barwach Flamengo rozegrał 114 spotkań i strzelił 33 bramki. Karierę zakończył w Bragantino Bragança Paulista w 1968 roku.

## Kariera reprezentacyjna
W reprezentacji Brazylii Oswaldo Taurisano zadebiutował 3 marca 1963 w zremisowanym 2-2 towarzyskim meczu z reprezentacją Paragwaju. Kilka dni później uczestniczył w Copa América 1963, na której Brazylia zajęła czwarte miejsce. Na turnieju wystąpił we wszystkich sześciu meczach z Peru, Kolumbią (bramka), Paragwajem, Argentyną, Ekwadorem (2 bramki) i Boliwią, który był jego ostatnim meczem w reprezentacji.